# Jan Grzywaczewski
Jan Grzywaczewski (ur. ok. 1769 w Kielcach, zm. 6 kwietnia 1822 tamże) – prezydent Kielc pod koniec XVIII wieku.
Urodził się ok. 1769 w Kielcach, jako syn Andrzeja. W 1796 wziął ślub z Marianną z Szymankiewiczów – małżeństwo było prawdopodobnie bezdzietne.
Był bogatym mieszczaninem, właścicielem domu z zabudowaniami przy Rynku pod nr 236, trzech działek i dwóch ogrodów. W 1772 jego rodzina pożyczyła miastu 724 złote w celu spłacenia kontrybucji nałożonej przez wojska rosyjskie. W późniejszym czasie popadł w kłopoty finansowe, po 1813 roku zapożyczył się u Bractwa Różańcowego przy kolegiacie kieleckiej, wydzierżawił dom i sprzedał część ziemi rolnej.
Siostrą Jana Grzywaczewskiego była Marianna z Grzywaczewskich Gwoździowska (ok. 1771–1821), żona kieleckiego przedsiębiorcy Józefa Gwoździowskiego (ok. 1768–1844), której pamięci poświęcona została ufundowana przez męża, zachowana do dziś figura Matki Boskiej Piekoszowskiej, przy ul. Ściegiennego w Kielcach (naprzeciwko Wojewódzkiego Domu Kultury w Kielcach). Jego siostrzeńcem był Antoni Gwoździowski (1807–1853), prawnik, sędzia Trybunału Cywilnego Guberni Warszawskiej.
Był weteranem wojen napoleońskich, pięciokrotnie ranny, był kawalerem orderu Virtuti Militari. Był burmistrzem, a następnie prezydentem Kielc. W 1810 r. ponownie krótko był na stanowisku prezydenta Kielc po Dominiku Wójcikowskim.